# Audi A4 B5
Audi A4 B5 (Тип 8D) — перше покоління Audi A4, що виготовлялось з 1994 по 2001 рік та прийшло на заміну Audi 80 B4.
Всього виготовлено 1,674,943 автомобілів.

## Історія моделі

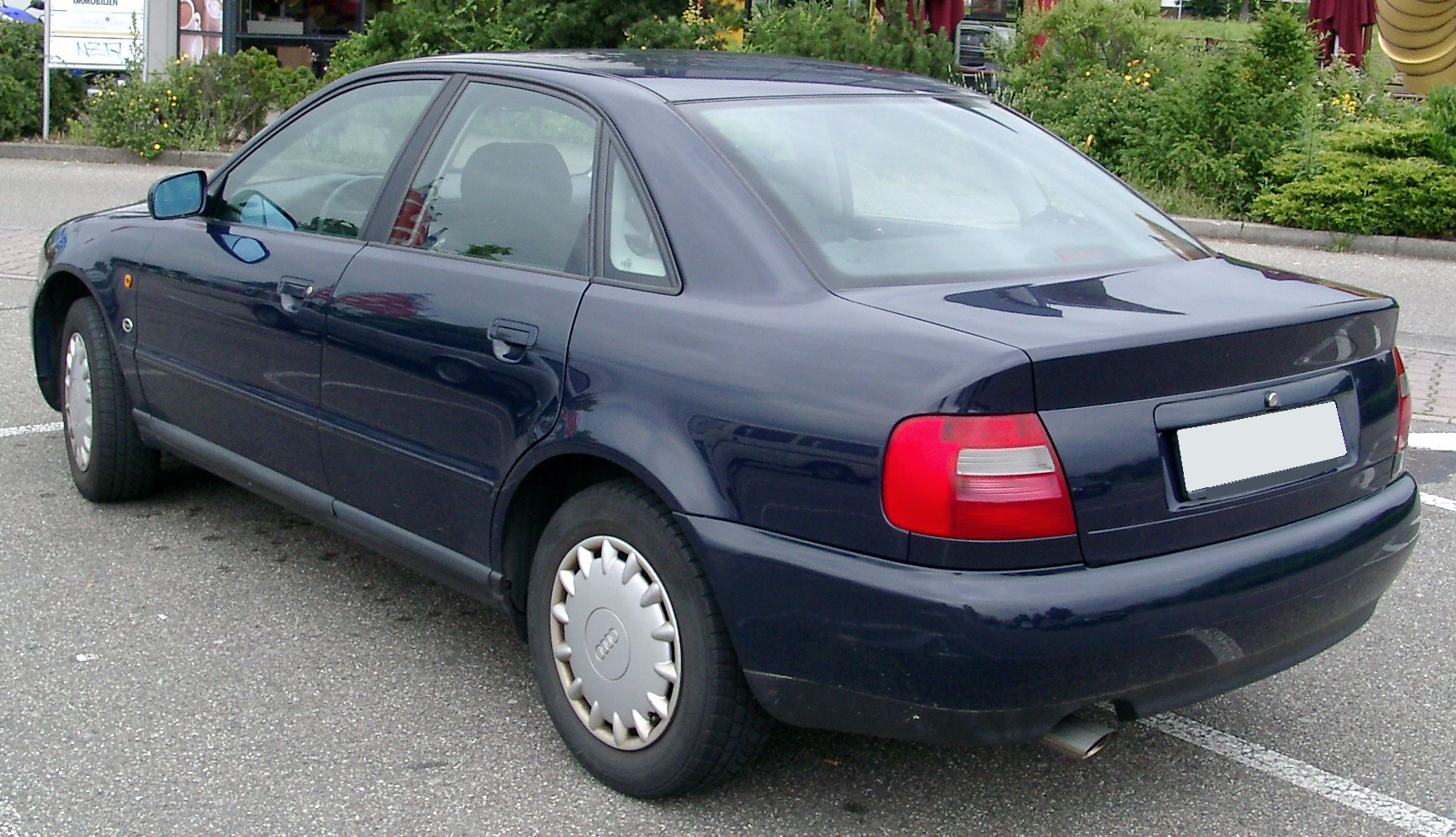
Audi A4 B5 (1994-1999)

Перше покоління з невеликими змінами випускалося до 2001 року. Спочатку була доступна лише версія седан, версія універсал (Avant) з'явилася роком пізніше. Автомобіль базувався на тій же платформі, що і Volkswagen Passat п'ятого покоління. У габаритах і внутрішніх розмірах A4 практично не відрізняється від Audi 80. Нова модель стала лише ширша, що допомагало курсовій стійкості. Внутрішній простір також змінився, хоча кілька механічних елементів, як наприклад вимикач віконної ручки або панель керування клімат-контролем нагадують Audi 80. 

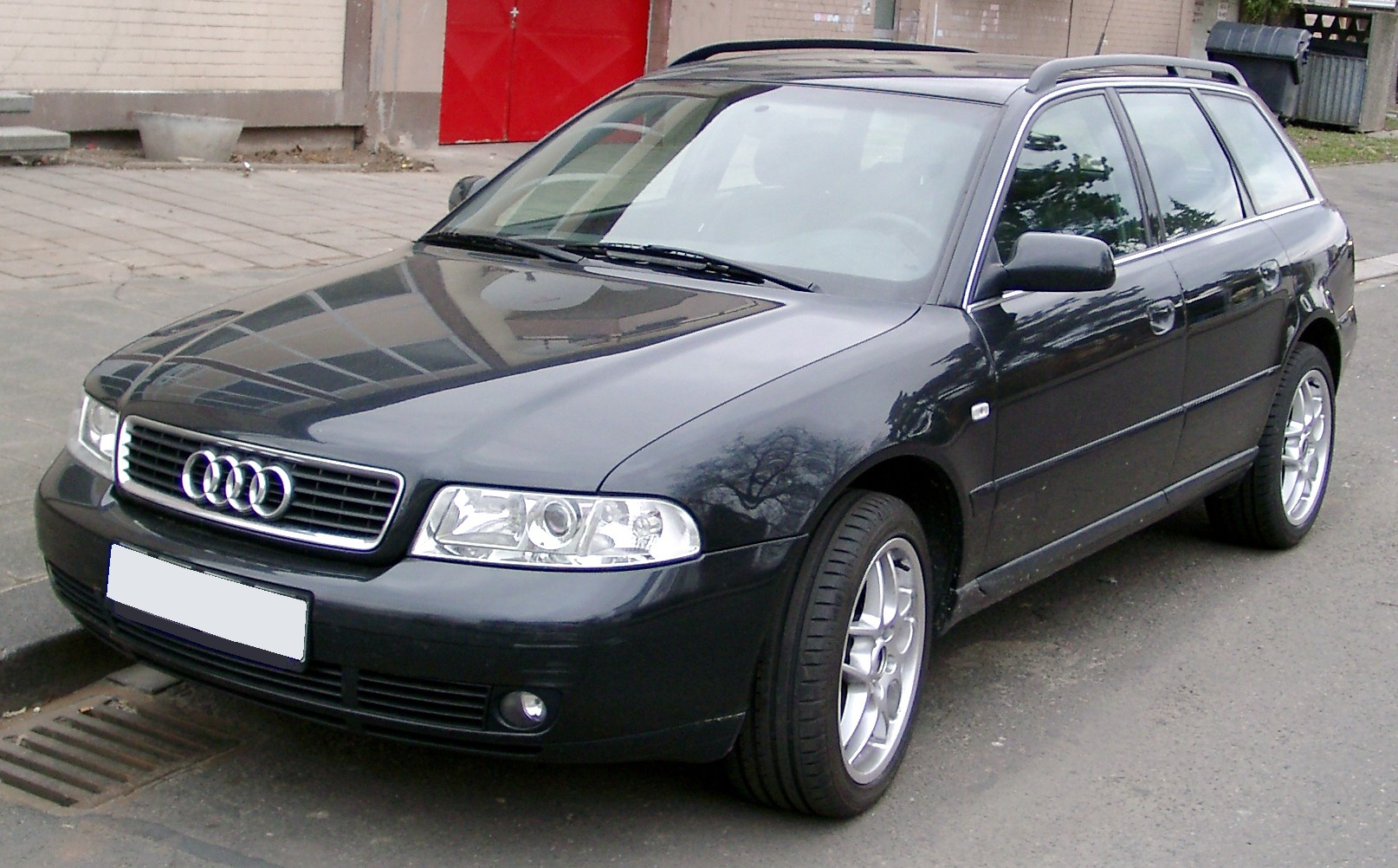
Audi A4 B5 Avant (1996-2001)

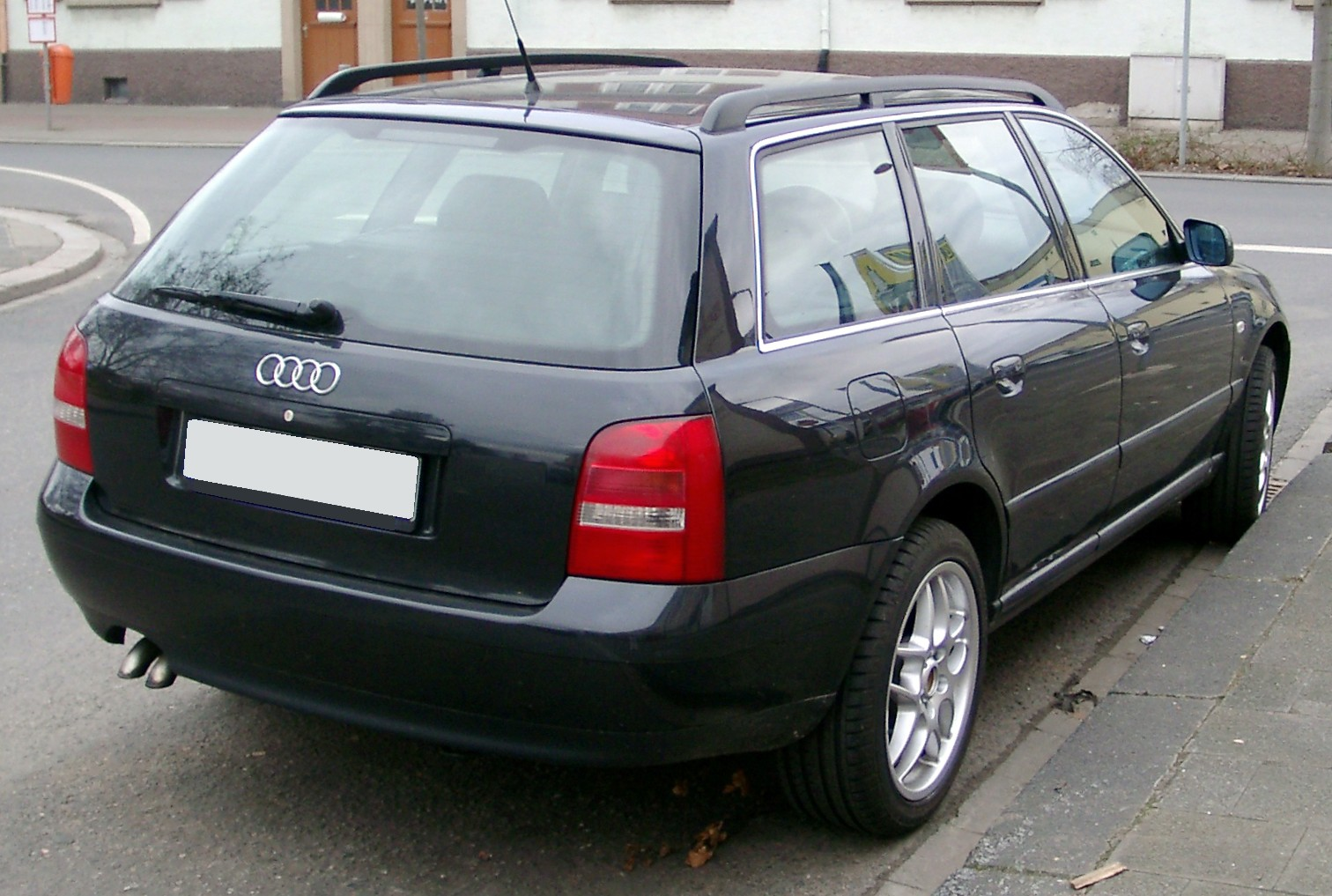
Audi A4 B5 Avant (1996-2001)

Можна відзначити чудову оглядовість і при цьому дотримання найвищих вимог пасивної безпеки автомобіля. Центральні стійки добре тримають бічний удар (з жовтня 1996-го всі моделі в стандартній комплектації оснащуються крім передніх, двома боковими, по одній з кожного боку, подушками безпеки). 
Перший Audi A4 базувався на оновленій платформі B5 (PL45). Пізніше вона також стала основою для Audi A6 C5 і майже конструктивно ідентичного VW Passat B5 (тип 3B). Відмінності між VW Passat та Audi A4 були переважно в кузові і оформленні внутрішнього простору. VW Passat пропонував значно більше місця ніж Audi A4. Двигуни, трансмісія а також повнопривідна система Audi quattro також застосовувалася на VW Passat. Двигун на Audi розташований подовжньо. 
На неї вперше стали встановлювати автомат Tiptronic, основою для якого став автомат, розроблений Porsche для їхньої моделі 911. Вона дозволяє водієві зробити вибір: або коробка працює в повністю автоматичному режимі, або передачі він перемикає сам.

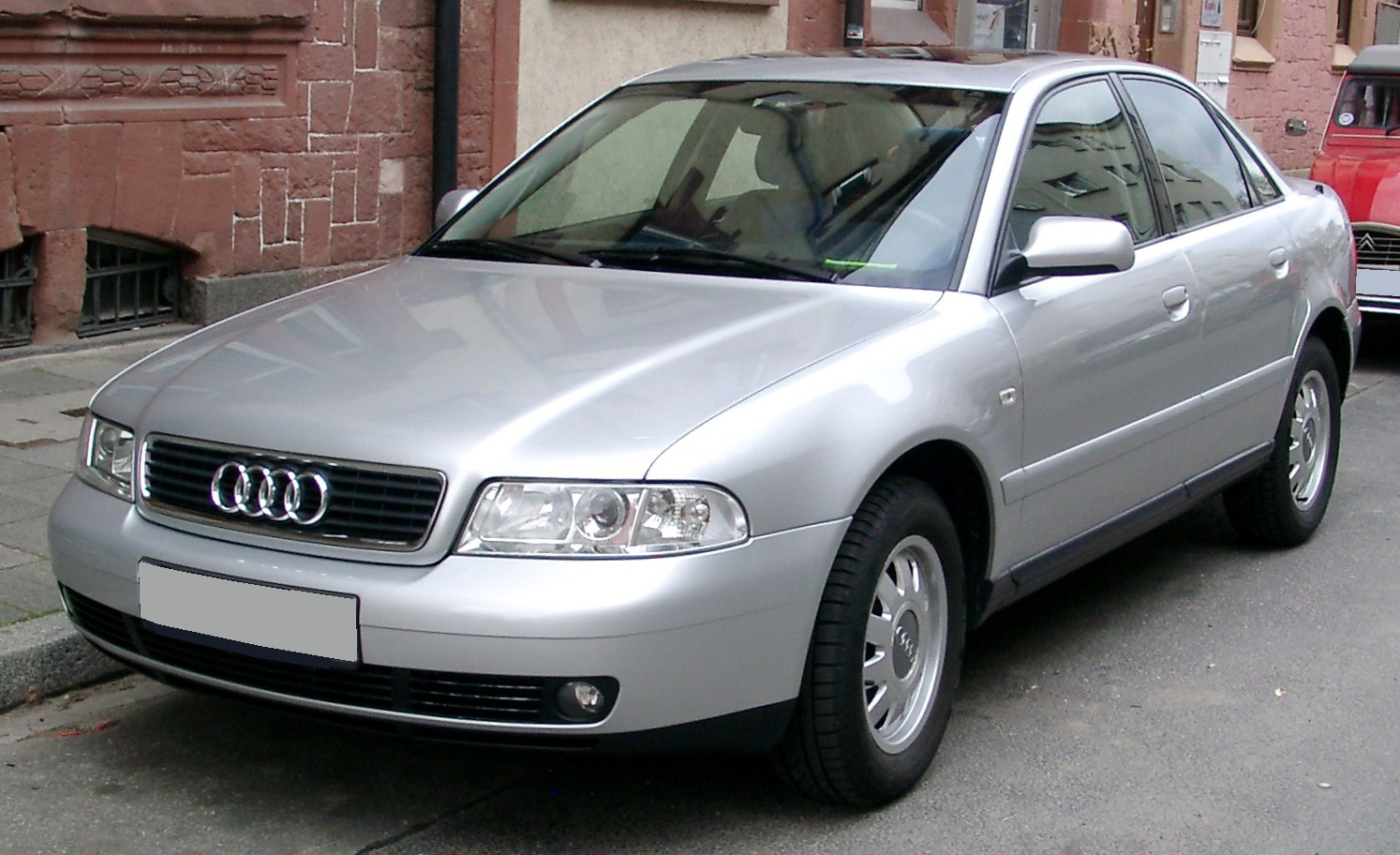
Audi A4 B5 фейсліфт (1999-2000)

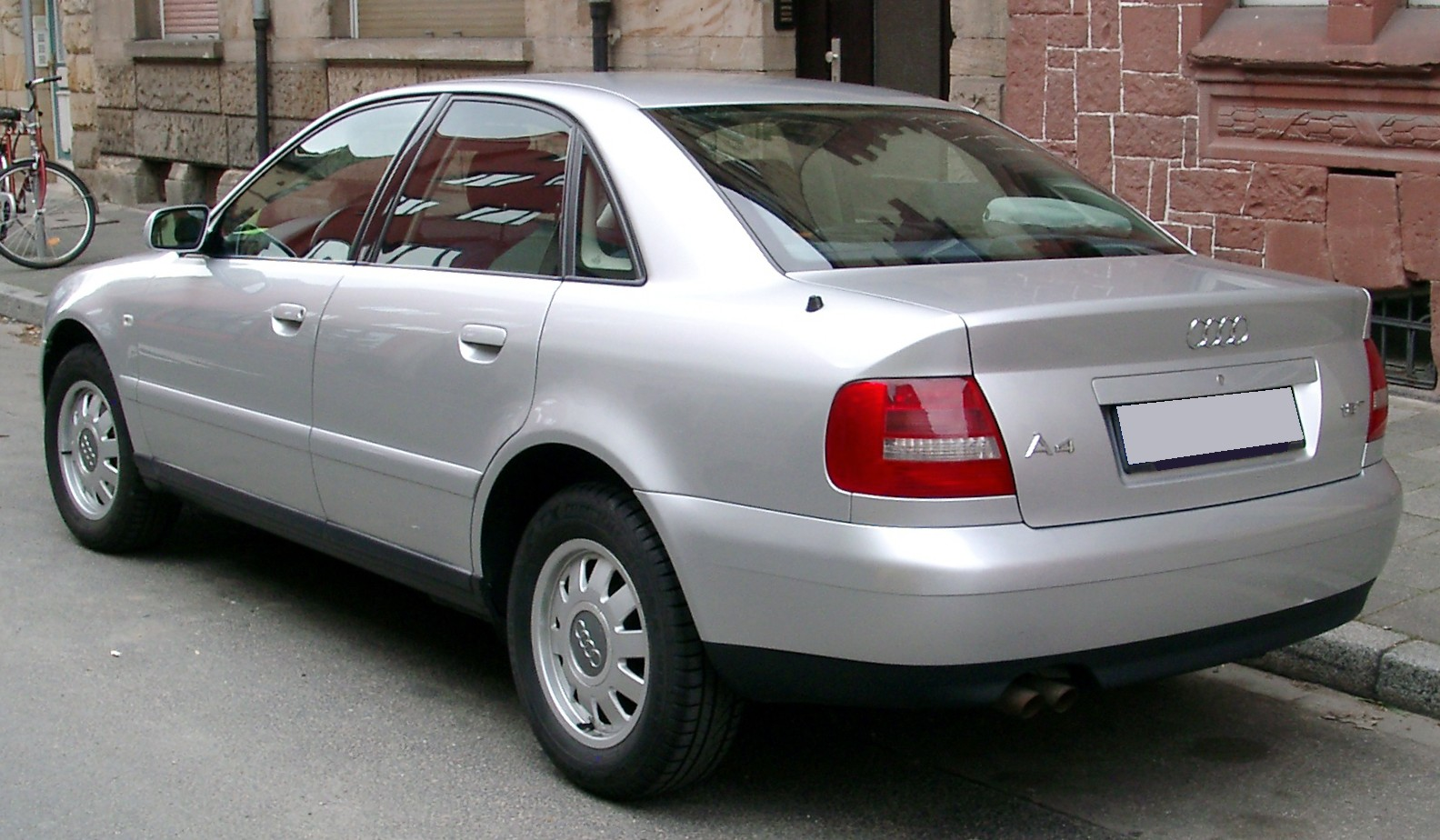
Audi A4 B5 фейсліфт (1999-2000)

## Фейсліфт

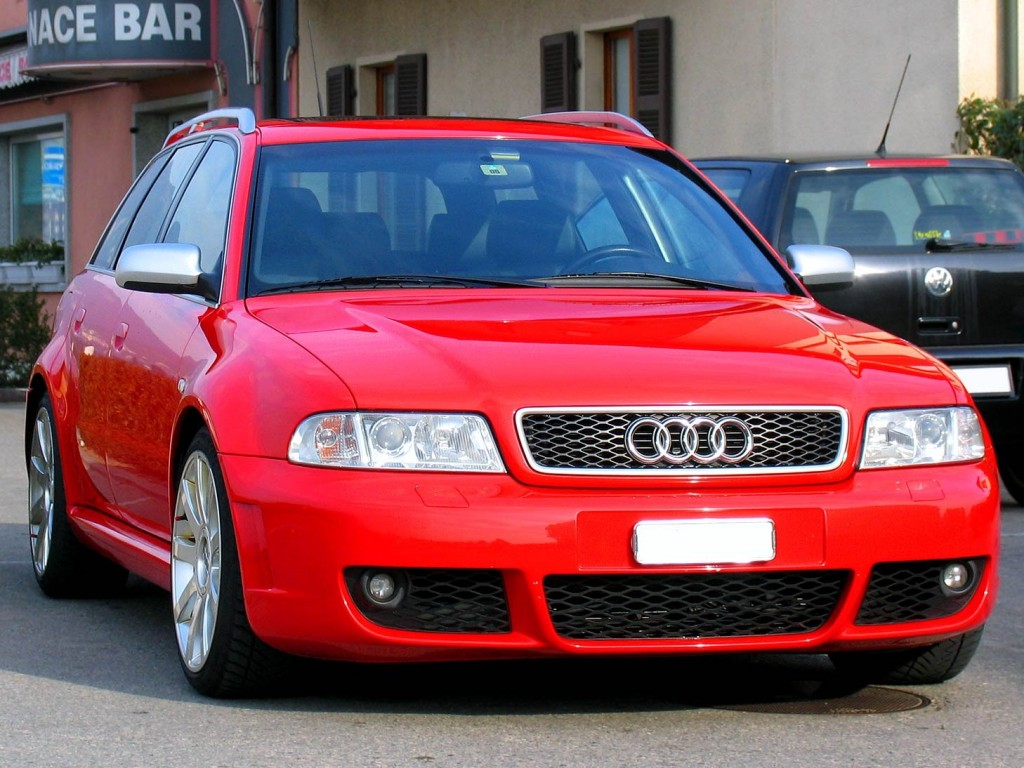
RS4 Avant на базі B5 (1999-2001)

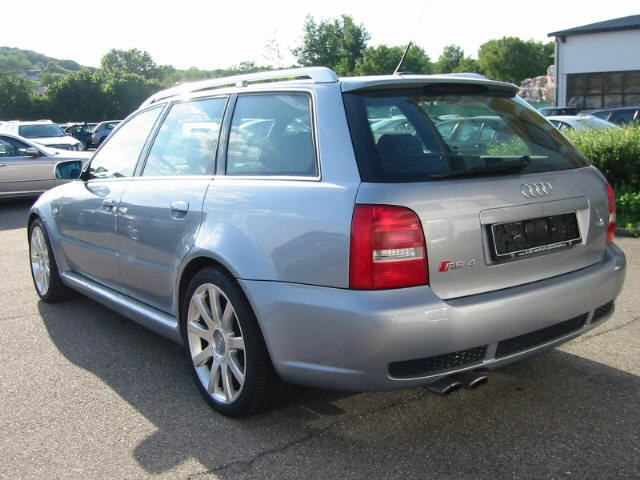
RS4 Avant на базі B5 (1999-2001)

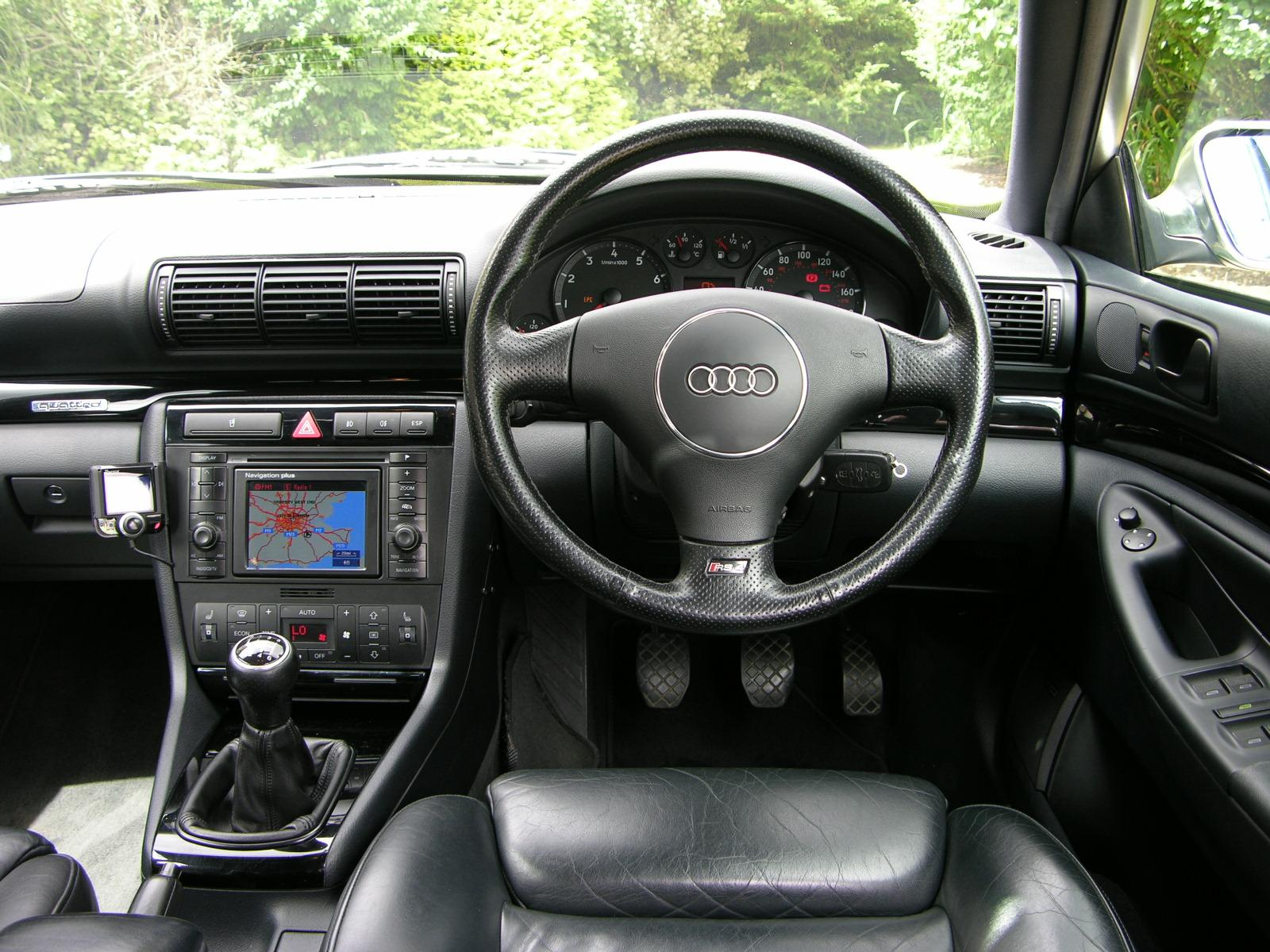

У 1999 році автомобіль зазнав рестайлінг. На вибір пропонувалася велика кількість двигунів: від 1.6 до 2.8 літрових бензинових і дизель 1.9 літра. Восени 1999 року відбулася прем'єра Audi RS4, який одразу завоював титул найпотужнішого серійного універсала у світі. Скромний на вигляд універсал має темперамент суперкара. Його 2,7-літровий V6, забезпечений подвійним турбонадувом, розвиває 380 сил. Ця сила розганяє машину до 100 км / год всього за 4,9 с. 
У цілому, Audi A4 стала справляти більш солідне враження що, нарешті, дозволило їй стати повноцінним конкурентом в D-класі. 

## Виробництво
- Седан: з листопада 1994 по жовтень 2000
- Універсал: з січня 1996 по червень 2001

Протягом шести років виробництва B5 з конвеєра зійшло 1 680 989 автомобілів, з яких близько 510 720 моделі Avant (що становить 30,4%). 

## Двигуни
| Модифікація            | Кількість дверей | Об'єм см ³ | Потужність (к.с.) | Макс. швидкість (км / год) | Розгін до 100 км / год, (с) | Початок випуску | Кінець випуску |
| ---------------------- | ---------------- | ---------- | ----------------- | -------------------------- | --------------------------- | --------------- | -------------- |
| Audi A4 (8D, B5)       |                  |            |                   |                            |                             |                 |                |
| Бензинові              |                  |            |                   |                            |                             |                 |                |
| 1.6 i                  | 4                | 1595       | 101               | 191                        | 11.9                        | 1995            | 2000           |
| 1.8 20V Turbo quattro  | 4                | 1781       | 150               | 220                        | 8.4                         | 1995            | 2000           |
| 1.8 20V Turbo          | 4                | 1781       | 150               | 222 (214)                  | 8.3 (9.6)                   | 1995            | 2000           |
| 1.8 20V quattro        | 4                | 1781       | 125               | 202                        | 11                          | 1995            | 2000           |
| 1.8 20V                | 4                | 1781       | 125               | 205                        | 10.5 (12.3)                 | 1995            | 2000           |
| 2.4 30V quattro        | 4                | 2393       | 165               | 224                        | 8.2                         | 1997            | 2000           |
| 2.4 30V                | 4                | 2393       | 165               | 226 (220)                  | 8.2 (9.8)                   | 1997            | 2000           |
| 2.6                    | 4                | 2598       | 150               | 220                        | 9.1                         | 1995            | 2000           |
| 2.6 quattro            | 4                | 2598       | 150               | 218                        | 9.1                         | 1995            | 2000           |
| 2.8 30V                | 4                | 2771       | 193               | 240                        | 7.3                         | 1996            | 2000           |
| 2.8                    | 4                | 2771       | 174               | 230                        | 8.2                         | 1995            | 1997           |
| 2.8 quattro            | 4                | 2771       | 174               | 229                        | 8.2                         | 1995            | 1997           |
| 2.8 30V quattro        | 4                | 2771       | 193               | 235                        | 8.8                         | 1996            | 2000           |
| Дизельні               |                  |            |                   |                            |                             |                 |                |
| 1.9 TDI quattro        | 4                | 1896       | 116               | 196                        | 10.9                        | 2000            | 2000           |
| 1.9 TDI                | 4                | 1896       | 116               | 200                        | 10.5                        | 2000            | 2000           |
| 1.9 TDI quattro        | 4                | 1896       | 110               | 194                        | 11.7                        | 1996            | 2000           |
| 1.9 TDI                | 4                | 1896       | 110               | 196 (192)                  | 11.3 (12.8)                 | 1995            | 2000           |
| 1.9 TDI                | 4                | 1896       | 90                | 183 (175)                  | 13.3 (14.8)                 | 1995            | 2000           |
| 2.5 TDI quattro        | 4                | 2496       | 150               | 216 (212)                  | 9.4 (10.4)                  | 1997            | 2000           |
| 2.5 TDI                | 4                | 2496       | 150               | 222 (214)                  | 9 (9.8)                     | 1997            | 2000           |
| Audi A4 Avant (8D, B5) |                  |            |                   |                            |                             |                 |                |
| Бензинові              |                  |            |                   |                            |                             |                 |                |
| 1.6 i                  | 5                | 1595       | 100               | 186                        | 12                          | 1996            | 2001           |
| 1.8 20V Turbo quattro  | 5                | 1781       | 150               | 216                        | 8.5                         | 1996            | 2001           |
| 1.8 20V Turbo          | 5                | 1781       | 150               | 218 (210)                  | 8.5 (9.8)                   | 1996            | 2001           |
| 1.8 20V quattro        | 5                | 1781       | 125               | 198                        | 11                          | 1996            | 2001           |
| 1.8 20V                | 5                | 1781       | 125               | 201 (196)                  | 10.7 (12.6)                 | 1996            | 2001           |
| 2.4 30V                | 5                | 2393       | 165               | 222 (216)                  | 8.4 (10.1)                  | 1997            | 2001           |
| 2.4 30V quattro        | 5                | 2393       | 165               | 220                        | 8.4                         | 1997            | 2001           |
| 2.6 quattro            | 5                | 2598       | 150               | 214                        | 8.9                         | 1996            | 2001           |
| 2.6                    | 5                | 2598       | 150               | 216                        | 8.9                         | 1996            | 2001           |
| 2.8 30V quattro        | 5                | 2771       | 193               | 234 (229)                  | 7.4 (9.5)                   | 1996            | 2001           |
| 2.8 30V                | 5                | 2771       | 193               | 236 (231)                  | 7.4 (9)                     | 1996            | 2001           |
| Дизельні               |                  |            |                   |                            |                             |                 |                |
| 1.9 TDI                | 5                | 1896       | 110               | 192 (190)                  | 11.5 (12.8)                 | 1996            | 2001           |
| 1.9 TDI                | 5                | 1896       | 116               | 196                        | 10.7                        | 2000            | 2001           |
| 1.9 TDI quattro        | 5                | 1896       | 116               | 192                        | 11.1                        | 2000            | 2001           |
| 1.9 TDI quattro        | 5                | 1896       | 110               | 190                        | 11.9                        | 1996            | 2001           |
| 1.9 TDI                | 5                | 1896       | 90                | 180 (173)                  | 13.8 (15)                   | 1996            | 2001           |
| 2.5 TDI quattro        | 5                | 2496       | 150               | 212 (210)                  | 9.6 (10)                    | 1997            | 2001           |
| 2.5 TDI                | 5                | 2496       | 150               | 216 (206)                  | 9.2 (10.6)                  | 1997            | 2001           |

## Зноски
1. ↑  Sonderausgabe ATZ/MTZ: Der neue Audi A4: Entwicklung und Technik, Vieweg Verlag, S. 15–17, ISBN 978-3-8348-0399-3